# Spectrobes : Origines
Spectrobes : Origines (化石超進化 スペクトロブス：オリジンズ, Kaseki Chōshinka Supekutorobusu: Orijinzu) est un jeu vidéo d'action-RPG développé par Genki et édité par Disney Interactive Studios sorti en 2009 sur Nintendo Wii. Spectrobes : Origines est le troisième jeux vidéo de la franchise Spectrobes. Ce jeu contient plusieurs planètes qui servent de mondes avec chacune leurs aventures qui finissent par un boss.

## Système de jeu
Spectrobes : Origines est un jeu pour lequel, dans les combats, il faut secouer la Wiimote pour faire attaquer le spectrobes et pour le faire revenir. Hors combat, on peut se promener dans les différentes zones et, à l'aide d'un jeune spectrobe, fouiller dans le sol à la recherche de minérocs (qui servent à augmenter plus rapidement le niveau de nos spectrobes) et de pod qui contiennent les fossiles des spectrobes.